# Réseau de recherche en analyse narrative des textes bibliques
Le Réseau de recherche en analyse narrative des textes bibliques, ou RRENAB, est une société savante spécialisée en exégèse biblique. Fondé en juin 2000 par un groupe de professeurs d'exégèse biblique de l'Université catholique de Louvain, de l'Université de Lausanne et du Centre Sèvres, le réseau a pour but d'offrir un lieu stimulant de recherche et de travail dans le cadre de l'analyse narrative appliquée au textes bibliques. Le RRENAB regroupe différentes universités francophones, qu'elles soient catholiques ou protestantes, ainsi que des chercheurs indépendants.

## Présentation
Le RRENAB aborde l'herméneutique de la Bible selon des approches aussi différentes que l'étude des structures narratives des textes, l'analyse rhétorique, la méthode  historico-critique ou la sémiotique.
Ses activités sont définies par ses partenaires institutionnels : colloques, publications, congrès, créations d'équipes de recherche… 
Sa présidente actuelle est Elena Di Pede depuis le 30 juin 2021.

## Symposia
1. Paris 2001
2. Sète-Montpellier 2003 « Espace et narrativité »
3. Montréal 2005 « La gestion des personnages dans les récits bibliques »
4. Lyon 2007 « Les marques de l’énonciation dans le texte biblique »
5. Montpellier 2009 « L’ironie dans le récit biblique »
6. Ottawa 2011 « Raconter Dieu. Entre récit, histoire et théologie »
7. Lyon 2013 « Confiance, c’est moi ! Fiabilité et non-fiabilité des narrateurs bibliques »
8. Sète-Montpellier 2015 « Au nom d’un autre. Pseudépigraphie, fiction et narratologie »
9. Québec 2017 « Narrativité et politique »
10. Lyon 2019 « Quand le récit garde le silence »
11. Ottawa 2022 « Les récits d’appel dans la Bible »

## Colloques
1. Lausanne 2002 « La Bible en récits »
2. Louvain-la-Neuve 2004 « La Bible en récits II »
3. Paris 2006 « Le point de vue »
4. Québec 2008 « La Bible en récits IV. La mise en intrigue »
5. Genève-Lausanne 2010 « Écritures et réécritures. La reprise interprétative des traditions fondatrices par la littérature biblique et extra-biblique »
6. Louvain-la-Neuve 2012 « Le lecteur »
7. Montréal 2014 « Narrativité, oralité et performance »
8. Metz 2016 « Le récit : thèmes bibliques et variations. Lectures et réécritures littéraires et artistiques »
9. Louvain-la-Neuve 2018 « La contribution du discours des personnages à leur caractérisation »
10. Genève 2021 (prévu en 2020, repoussé à cause du Covid) « Identité et narrativité dans les littératures juives et chrétiennes anciennes »
11. Paris 2023[1]

## Institutions partenaires du RRENAB

### Belgique
- Université catholique de Louvain (Louvain-la-Neuve)

### Canada
- Faculté de théologie et de sciences religieuses, Université Laval, Québec
- Institut d'études religieuses, Université de Montréal, Québec
- Faculté de théologie, Université Saint-Paul d'Ottawa

### France
- Centre Sèvres, Facultés jésuites de Paris
- Faculté de théologie protestante de Montpellier
- Faculté de théologie protestante de Paris
- Faculté de théologie et de sciences religieuses, Institut catholique de Paris
- Faculté de théologie, Université catholique de Lyon
- Centre de recherches Écritures (EA 3943), Université de Lorraine

### Suisse
- Institut romand des sciences bibliques, Université de Lausanne